# Alejandrópolis
Alejandrópolis o Alexandroúpoli (en griego: Αλεξανδρούπολη, en turco: Dedeağaç) es una ciudad perteneciente a Grecia y capital del distrito administrativo del Hebros, en Tracia Occidental.

## Nombre
La ciudad fue fundada, durante la época otomana como Dedeagach (en turco: Dedeağaç, en búlgaro: Дедеагач,en griego: Δεδεαγάτς).

## Geografía
Alejandrópolis está a 14,5 km (9 mi) del oeste del delta del río Evros, a 40 km de la frontera con Turquía, a 346 km (215 mi) de Salónica por la nueva autopista “Egnatia highway”, y a 750 km (466 mi) de Atenas. Alrededor de la ciudad se encuentran pequeños pueblos pesqueros como Makri y Dikella al oeste; suburbanos como Maistros, Apalos, Antheia, Aristino, Nipsa, Loutra al este; y ciudades al norte como Abantas, Aissymi and Kirkas.
En el censo de 2001, la capital tenía una población de 48 885 y la provincia un total de 52.720. La población metropolitana actual se estima en alrededor de 70.000 habitantes, y su superficie abarca la parte sur de la unidad regional, que va desde la Unidad periférica de Ródope al delta del río Evros. El municipio tiene una superficie de 1.220  km² (468,73 sq mi). Además de Alejandrópolis, sus asentamientos más grandes son las aldeas de Mákri (pop. 820), Ávas (497), Sykorráchi (309), Aisými (289) y Díkella (288).

## Historia
Se ha sugerido que el emplazamiento de Alejandrópolis era el lugar donde se asentaba la antigua población de Tempira, que había sido fundada por colonos procedentes de Samotracia.
La historia de la ciudad se remonta al siglo XIX. Por mucho tiempo simplemente fue lugar de desembarco para los pescadores de la isla de Samotracia, justo enfrente de la ciudad. La importancia en la zona no era la actual, existían otros pueblos mayores y de más importancia, como Suflí.
Un pequeño asentamiento se desarrolló durante la construcción de la línea de ferrocarril que conectaba Constantinopla con las principales ciudades de la Macedonia griega. El proyecto era parte del esfuerzo por modernizar el Imperio otomano, y fue asignado a ingenieros pertenecientes al Imperio austrohúngaro. El asentamiento pronto se convirtió en una aldea de pescadores, los cuales utilizaban también su denominación turca Dedeagatch.

### Guerra entre Rusia y Turquía
Dedeagatch fue capturado por el ejército ruso durante la última guerra ruso-turca (1877-1878), y las fuerzas de ocupación rusas se asentaron allí. Los oficiales a cargo hicieron algunos esfuerzos por elaborar un plan urbanístico, poniendo énfasis en el diseño de amplias calles, para habilitar de esta manera el avance de las tropas. Las calles corren paralelas las unas a las otras, evitando los callejones sin salida que resultaban bastante confusos. Esto era bastante diferente de las estrechas calles y las calles muertas características de las ciudades otomanas de aquel tiempo. La ciudad volvió de nuevo a estar bajo control otomano al final de la guerra, pero la breve presencia rusa dejó su imprenta en el diseño de las calles de Dedeagatch hasta nuestros días.

### Guerra de los Balcanes
La creación de la estación de tren supuso el inicio del desarrollo de la aldea. Pasó a ser un pequeño centro de comercio al final de siglo. El pueblo pasó a ser la sede de una Pacha que se ocupaba de tareas administrativas. El control otomano del pueblo se remonta hasta la Guerras Balcánicas. El 8 de noviembre de 1912 Dedeagatch fue capturado por el ejército de Bulgaria con la ayuda de la fuerza naval griega. Bulgaria y Grecia fueron aliados durante la primera guerra balcánica, pero enemigos en la segunda guerra balcánica. Dedeagatch fue capturado por el ejército griego el 11 de julio de 1913. El Tratado de Bucarest de 1913 determinó que Dedeagatch sería devuelta a Bulgaria junto con el resto de la Tracia Occidental.

### Primera Guerra Mundial
La derrota de Bulgaria por los Aliados en la Primera Guerra Mundial (1914-1918) aseguró el cambio de manos de la ciudad. El tratado de Neuilly (27 de noviembre de 1919) cedía el este de Tracia a Grecia. Pese a esto Bulgaria mantenía el derecho de usar el puerto de Dedeagatch para el transporte de bienes a través del mar Egeo. El cambio de la guardia entre oficiales griegos y franceses se realizó el 14 de mayo de 1920. La ciudad fue rápidamente visitada por Alejandro I de Grecia en medio de una gran celebración. Él fue el primero de los reyes griegos que visitó la ciudad y fue llamada Alejandrópolis en su honor. 

### Guerra entre Grecia y Turquía (1919-1922)
Tras la derrota de Grecia en la guerra de Independencia turca (1919-1922), el ejército griego se replegó del Este de Tracia hasta el área de Alejandrópolis bajo la dirección del general Theodoros Pangalos. Bulgaria intentó utilizar la derrota griega para demandar o bien el retorno de Alejandrópolis a Bulgaria o la declaración de la zona como neutral bajo control internacional. Ambas peticiones fueron denegadas por la Sociedad de Naciones.
El tratado de Lausana (24 de julio de 1923) reafirmó que el Este de Tracia y Alejandrópolis permanecerían bajo control griego. El acuerdo que permitía el uso de Bulgaria del puerto había expirado. Representantes del primer ministro griego Stylianos Gonatas ofrecieron la renovación del acuerdo en un intento de mejorar las relaciones entre los países. Sus homólogos búlgaros informaron al entonces primer ministro búlgaro Alejandro Tsankov, que respondió negativamente.

### Segunda Guerra Mundial
Bulgaria utilizó su alianza con la Alemania nazi para retomar el control del Este de Tracia durante la Segunda Guerra Mundial. Alejandrópolis permaneció bajo control búlgaro desde mayo de 1941 hasta 1944. La ciudad sufrió el destrozo de sus edificios y la pérdida de población durante la guerra pero salió mucho mejor parada de la guerra civil griega. Las fuerzas del ejército comunista eran muy pocas y pobremente organizadas por lo que la mayor parte de las batallas se produjeron fuera de la zona.
La vuelta de la paz trajo consigo el crecimiento de la población, desde 16.332 habitantes (1951) hasta los 48.885 (NSSG, 2001).

## Descripción turística
Alejandrópolis se presenta como el punto de partida ideal para explorar la región de Tracia. La capital cuenta hoy con una población de 55.000 habitantes y unas modernas infraestructuras que para nada recuerdan a Dedeagatch, la pequeña aldea de pescadores del Imperio otomano. La privilegiada situación geográfica de Alejandrópolis no fue realmente valorada hasta finales del siglo XIX. El puerto de la ciudad prosperó y el faro comenzó a funcionar en 1880. Desde entonces ha sufrido un rápido desarrollo como importante área comercial e industrial gracias al puerto, tren, aeropuerto y la nueva carretera Vía Egnatia. Pese a esto los pequeños botes de pescadores continúan yendo y viniendo perezosamente y la gastronomía local todavía mantiene sus raíces, una mezcla de olores y sabores del Este y Oeste.
El entorno natural en el cual está enclavado Alejandrópolis es carismático. Por un lado el mar con sus preciosas playas. Por el otro, y a tan solo media hora de allí, el parque natural de Dadia, Lefkimi y Suflí, que contiene uno de los más extraños biotipos de pájaros de presa del mundo. Si viajamos un poco más lejos, a solo una hora de la ciudad, los bosques y los pintorescos asentamientos de las montañas de Rodopi, que coronan el horizonte de la ciudad hacia el norte. Y no podemos olvidar al sur, a dos horas en ferry, la isla de Samotracia en el Egeo con paisajes salvajes todavía por descubrir.
El viajero puede optar por albergarse en modernos hoteles o en los 70 000 m² de campamento que la ciudad posee. La comida, con el pescado fresco como estrella, es ampliamente conocida, además del vino local, el “tsipuro” y el café.

## Demografía
| Año  | Población | Cambio      | Población municipal |
| ---- | --------- | ----------- | ------------------- |
| 1981 | 35.999    | -           | -                   |
| 1991 | 36.994    | 995 / 27,9% | 41.860              |
| 2001 | 48.885    |             |                     |
| 2011 | 57.812    |             |                     |
| 2021 | 59.476    |             |                     |

## Educación
Alejandrópolis alberga cuatro departamentos de la Universidad de Demócrito de Tracia (con sede en Komotini). Estos departamentos son los siguientes: El Departamento de Medicina, El Departamento de Biología Molecular y Genética, El Departamento de Educación Primaria y El Departamento de Ciencias de la Educación en Edad Preescolar. 
Algunas operaciones médicas que requieren una mayor especialización se realizan en el nuevo Hospital Regional Universitario - Centro de Investigación, actualmente el más grande de los Balcanes.
La ciudad cuenta con una red de escuelas públicas, desde las escuelas infantiles a las escuelas secundarias, bajo la responsabilidad del ayuntamiento (aunque los estudiantes están bajo la responsabilidad del Ministerio de Educación). 
También hay muchas escuelas de idiomas privadas, la mayoría de ellas ofrecen cursos de idiomas europeos.

## Transporte

### Aeropuerto
Alejandrópolis dispone de un aeropuerto internacional (Dimokritos International Airport), que está situado en los suburbios de Apalos, aproximadamente a 6 km del centro de la ciudad. Es uno de los aeropuertos más activos de Grecia en el que operan las compañías Olympic Airways y Air Aegean. Hay 6 vuelos diarios a Atenas, así como vuelos a Creta. Durante los meses de verano operan algunos vuelos de temporada procedentes de Alemania y Rusia. El aeropuerto está conectado con la ciudad por carretera con el servicio de taxi, y los servicios regulares de autobús. 

### Puerto marítimo
El puerto de Alejandrópolis es utilizado principalmente por viajeros. Hay servicios diarios a la isla de Samotracia y un programa semanal de Trans-Egeo que presta servicio a todas las islas del este del Egeo, con el destino final a la isla de Rodas.

### Tren y autobuses
Los trenes salen con frecuencia hacia Salónica y Atenas. 
Existe una amplia red de servicios de autobús que operan en la región de Evros. La red de autobuses es mucho más extensa y frecuente. Hay autobuses cada hora a los municipios más importantes de las regiones de Macedonia y de Tracia que presta la compañía de transportes KTEL, así como servicios diarios a Bulgaria y Turquía. OSE-Varan y Ulusoy tienen servicios diarios a Estambul y Atenas cada uno, y salen de la estación de tren de Alejandrópolis de madrugada.

## Deporte
Las principales instalaciones deportivas están situadas alrededor del estadio de fútbol y atletismo Fotis Kosmas. El estadio alberga partidos de varios equipos de fútbol, como por ejemplo:
Enosi Alexandroupoli F.C.
Ethnikos Alexandroupoli F.C.
Nea Chili F.C.
En 2009, el estadio fue sede de un partido internacional de rugby entre Grecia y Bulgaria. Fue la primera vez que Grecia jugó un partido en casa fuera de la región de Ática.
La ciudad tiene un equipo de voleibol, Ethnikos Alexandroupoli, el cual compite regularmente en la liga Ethniki A1, la máxima categoría del campeonato griego de voleibol. Juega en el pabellón cubierto Klisto Gimnastirio que se encuentra en la ciudad deportiva, cerca del estadio de fútbol.